# رایشنتال
رایشنتال (به آلمانی: Reichenthal) یک منطقهٔ مسکونی در اتریش است که در ناحیه اورفار اومگبونگ واقع شده‌است. رایشنتال ۱۹ کیلومتر مربع مساحت دارد ۶۸۳ متر بالاتر از سطح دریا واقع شده‌است. جمعیت این روستا حدود ۲۰۰۰ نفر است.